# 野宮定功
野宮定功（ののみや さだいさ、文化12年（1815年）7月26日 - 明治14年（1881年））は、江戸時代後期から明治時代にかけての公卿。
安政5年（1858年）、日米修好通商条約締結に反対し、廷臣八十八卿列参事件に参加した。

## 官歴
- 天保2年（1831年）：従五位上
- 天保3年（1832年）：侍従
- 天保5年（1834年）：正五位下
- 天保7年（1836年）：従四位下
- 天保9年（1838年）：右権少将
- 天保12年（1841年）：従四位上、加賀権介
- 天保13年（1842年）：正四位下、女院別当
- 嘉永4年（1851年）：左権中将
- 安政4年（1857年）：従三位、参議
- 万延元年（1860年）：正三位
- 文久2年（1862年）：武家伝奏
- 文久3年（1863年）：従二位
- 元治元年（1864年）：権中納言
- 慶應元年（1865年）：正二位

## 系譜
- 父：野宮定祥
- 子：野宮定平
- 養子：野宮定美（久我建通の子）
- 養子：野宮定允（竹屋光有の次男）
- 養子：野宮定穀（竹屋光有の三男）